# Advektion
Advektion är en generell transport av ett ämne eller konstant egenskap med en fluid som förflyttas. Matematiskt kan advektion beskrivas med ett vektorfält. 
Ibland används termen advektion synonymt med konvektion. Många föredrar dock att använda konvektion för att beskriva transport med hjälp av molekylär och turbulent diffusion och advektion för att beskriva transport med hjälp av det generella flödet av fluiden.
Inom meteorologi beskriver konvektion vertikal förflyttelse av luft medan advektion är horisontell förflyttelse av luft genom vinden. Advektion kan göra att temperaturförhållandena inom ett område ändras drastiskt när varmare eller kallare luft transporteras in med vinden. Den transporterade luften kan även vara fuktig. Sjöbris och landbris är två exempel på när advektion sker.
Advektion kan inom hydrologi användas för att beskriva vatten som transporteras med havsströmmar. 